# Mühle Choiseau

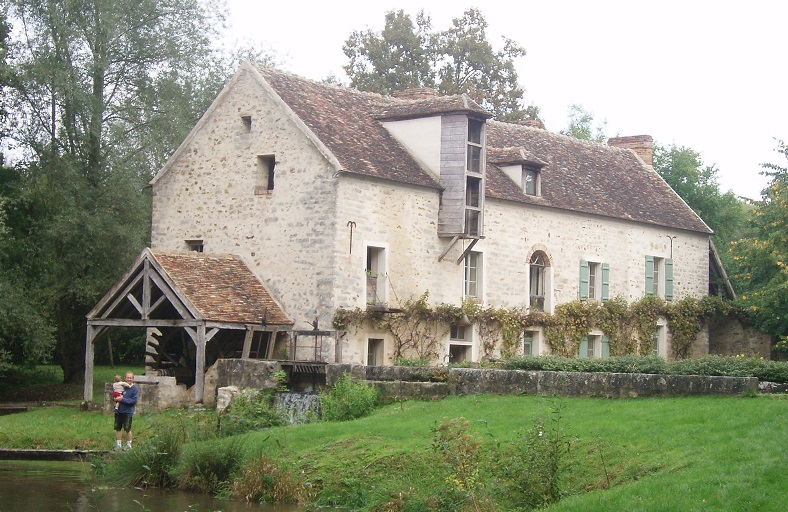
Mühle Choiseau in Cély

Die Mühle Choiseau in Cély, einer französischen Gemeinde im Département Seine-et-Marne in der Region Île-de-France, wurde im 16. Jahrhundert errichtet. Im Jahr 1985 wurde die Wassermühle an der Straße nach Fleury-en-Bière als Monument historique in die Liste der Baudenkmäler in Frankreich aufgenommen.
Die Mühlengebäude, die von den Besitzern nach dem Zweiten Weltkrieg aufgegeben wurden, konnten Ende der 1980er Jahre von einem neuen Besitzer gerettet werden, der das Bauensemble renovierte und auch das Mahlwerk restaurierte. Die Gebäude mit der Mühlentechnik und der wasserführende Kanal, der ursprünglich per Hand gegraben wurde, sind als Monument historique klassifiziert.
Am Kanal ist noch das Lavoir (Waschhaus) der ehemaligen Besitzer erhalten.